# Rhinomyobia transversalis
Rhinomyobia transversalis är en tvåvingeart som först beskrevs av Malloch 1930.  Rhinomyobia transversalis ingår i släktet Rhinomyobia och familjen parasitflugor. Inga underarter finns listade i Catalogue of Life.